# Metalinhomoeus tenuicaudatus
Metalinhomoeus tenuicaudatus är en rundmaskart. Metalinhomoeus tenuicaudatus ingår i släktet Metalinhomoeus, och familjen Linhomoeidae. Arten är reproducerande i Sverige.